# Jürgen Stroop
Jürgen Stroop, rodným jménem Josef Stroop (26. září 1895, Detmold – 6. března 1952, Varšava, věznice Mokotów) byl německý válečný zločinec a důstojník Waffen-SS a policie v hodnosti SS-Gruppenführer und Generalleutnant der Waffen-SS und Polizei (generálporučík). Známý je svou přímou účastí na vypálení a zbourání Varšavského ghetta v roce 1943 a svými aktivitami jako velitel SS a Policie v Řecku.

## Mládí a první světová válka
Josef Stroop (jméno si změnil v květnu roku 1941, jako památku na svého zesnulého syna) se narodil 26. září roku 1895 jako syn Kathariny Weltherové a policejního vrchního strážmistra Konrada Stroopa, který sloužil jako vedoucí policie v Lippe.
Po dosažení základního vzdělání nastoupil do učení k pozemkovému registru v Detmoldu a zde zůstal až do začátku první světové války.
Dne 18. srpna, 1914 vstoupil jako válečný dobrovolník (Kriegsfreiwilliger) do německé císařské armády a byl zařazen ke II. záložnímu praporu od 55. pěšího pluku (Infaterie-Regiment Nr. 55 „Graf Bülow von Dennewitz“) v Detmoldu. V tu dobu spadal jeho pluk pod 13. divizi generála Hermanna von Françoise.
V říjnu téhož roku byl jeho pluk odvelen na západní frontu a on byl koncem měsíce října raněn do levého ramene poblíž francouzského města La Basse-Vaivre. Po zotavení v prosinci 1914 byl zařazen zpět ke II. rotě z II. praporu svého pluku a se svým plukem se dále zúčastnil bojů ve Francii.
Avšak v červenci 1915 byl převelen, již jako svobodník (Gefreiter) k 6. rotě ze 256. záložního pěšího pluku (Reserve-Infanterie-Regiment Nr. 256) a byl odvelen na východní frontu, kde zůstal téměř až do konce války. Zde se zúčastnil bojů v Rusku, ve Volyni, Sedmihradsku a Rumunsku a v prosinci téhož roku mu byl udělen za válečné zásluhy pruský železný kříž II. třídy.
Během roku 1918 absolvoval kurz zeměměřičství v Bukurešti a poté byl zařazen do štábu svého pluku, kde zůstal až do konce války.
V prosinci 1918 byl s následující demobilizací propuštěn z armády v hodnosti Vizefeldwebel (četař) a vrátil se do svého rodného města Detmold, kde se věnoval své předchozí práci v pozemkovému registru.
Dne 5. července 1923 si vzal za ženu Katharine, s kterou měl později tři děti: dceru Renate (narozena v únoru 1928 v Detmoldu), syna Jürgena (narozen v roce 1934 v Münsteru, avšak po pár dnech zemřel) a dalšího syna Olafa (narozen roku 1936 v Hamburku).
V únoru 1928 složil inspektorskou zkoušku ze zeměměřičství a u pozemkovému registru zůstal dále až do roku 1933.

## Počátky u SS a Druhá světová válka
Již během roku 1932 vstoupil k 1. červenci do SS a zároveň s tím i do NSDAP a byl v hodnosti SS-Scharführer (četař) přidělen ke 3. rotě 19.SS-Standarte. Během října téhož roku byl již v hodnosti SS-Truppführer (starší četař) jmenován velitelem 3. roty, ale zůstal zde pouze do ledna následujícího roku, kdy byl převelen do Detmoldu ke 72. SS-Standarte.
Jeho kariéra u SS prudce stoupala, byl povyšován z jednoho služebního místa na druhé a po německé invazi do Polska byl jmenován již jako SS-Standartenführer (Plukovník) velitelem XXXXII. úseku SS v Hnězdnu.

### Poprvé jako šéf SS a policie
Od července do září 1941 byl převelen na východní frontu, kde se jako velitel roty ze III. praporu od 3. pěšího pluku SS (SS-Infanterie-Regiment Nr. 3) z SS divize Totenkopf zúčastnil těžkých bojů. Za tyto boje mu byl udělen sponu k železnému kříži II. třídy a útočný odznak pěchoty v bronzu.
Během prosince 1941 byl přidělen k vyššímu šéfovi policie a SS "Rusko-Jih" SS-Obergruppenführerovi Hansi-Adolfu Prützmannovi, kde byl zodpovědný za bezpečnost jako inspektor Sicherheitspolizei a Sicherheitsdienst na hlavní cestě, která spojuje Lvov na Ukrajině a Stalino v jižním Rusku. Zde zůstal až do října následujícího roku, než nastoupil výcvikový kurz pro šéfy SS a policie v Rusku. Tento kurz dokončil v prosinci téhož roku. Během září 1942 byl povýšen do hodnosti SS-Brigadeführer und Generalmajor der Polizei (generálmajor policie).
Následovalo krátké působení jako místní velitel SS v Kirovohradě a poté nastoupil další desetitýdenní výcvikový kurz pro šéfy SS a policie od RSHA (Říšský hlavní úřad pro bezpečnost). Po dokončení se stal v únoru 1943 šéfem SS a Policie ve Lvově.

### Povstání ve Varšavském ghettu

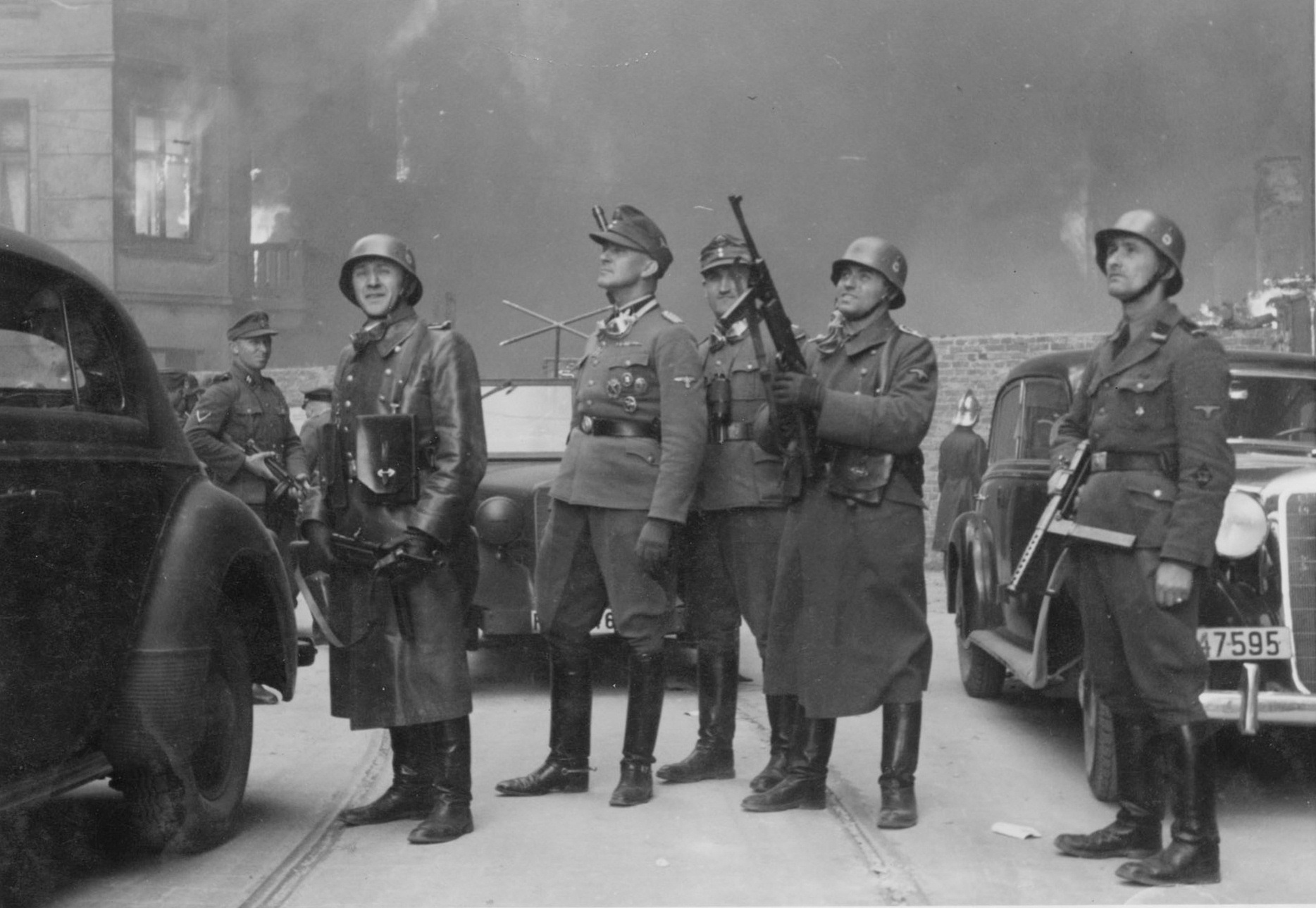
Generál SS Jürgen Stroop (druhý muž zleva s polní čepicí) a jeho muži pozorují hořící domy ve varšavském ghettu. Zcela vpravo stojí SS-Rottenführer Josef Blösche, známý svým krutým chováním

Avšak zde nesetrval déle než měsíc, poněvadž byl převelen do Varšavy, kde měl plnit stejnou funkci. Na této pozici nahradil SS-Oberführera Dr. Ferdinanda von Sammern-Frankenegga, který selhal v pokusech o potlačení povstání v ghettu. Navíc měl více zkušeností s technikami boje proti vzpourám, zvlášť díky jeho nedávné službě na východní frontě, kde se podílel na protipartyzánských akcích na Ukrajině.
Pod jeho velení bylo přiděleno velké množství smíšených záložních a výcvikových jednotek Waffen-SS, německé a polské policejní síly, němečtí armádní ženisté a různé ukrajinské, litevské a lotyšské strážní jednotky. Všem jednotkám přikázal celé ghetto systematicky spálit a srovnat se zemí. A všechny varšavské Židy zabít nebo poslat do vyhlazovacích táborů.
Ke konci celé události osobně zmáčkl detonátor, čímž odpálil hlavní varšavskou synagogu. Během celé operace posílal pravidelné dálnopisné zprávy na velitelství do Krakova k vyššímu šéfovi policie a SS "Východ" SS-Obergruppeführerovi Friedrichu-Wilhelmu Krügerovi, ze kterých pak nakonec byla sestavena jedna kompletní zpráva.
Zpráva byla později připravena jako detailní záznam celé operace o 75 stranách. Byla svázána dohromady do oblázkových kožených desek a obsahovala kopie všech zpráv, které byly poslány SS-Obergruppenführerovi Krügerovi a nacházely se v ní všechny fotografie, které měly černé titulky psány švabachem. Na přední straně zprávy bylo napsáno: "Es gibt keinen jüdischen Wohnbezirk in Warschau mehr!" ("Ve Varšavě už není žádná židovská čtvrť!").
Dne 16. května 1943 stálo ve zprávě následující: "180 židů, banditů a podlidí bylo zničeno. Židovská čtvrť Varšavy již nikdy více! Velkolepá operace skončila ve 20:15 hodin, když byla varšavská synagoga vyhozena do povětří."

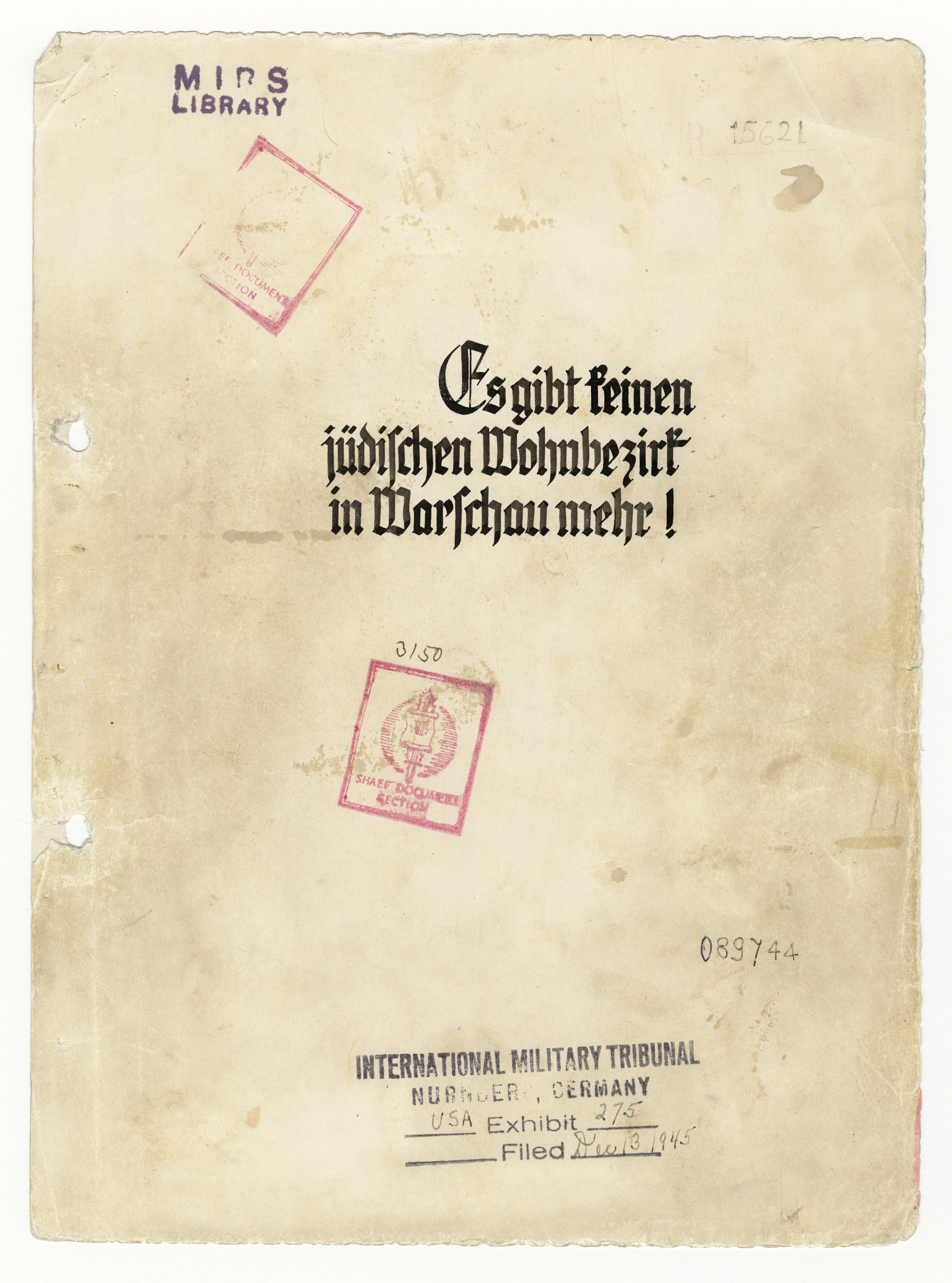
Stroopova zpráva

Po celé akci byla 18. června 1943 vystrojena slavnostní recepce ve varšavském parku Lazieki, kde SS-Obergruppeführer Friedrich-Wilhelm Krüger jej osobně vyznamenal železným křížem I. třídy za jeho "zásluhy" při akci.
Stroopova zpráva byla později použita obžalobou jako důkaz u mezinárodního válečného tribunálu v Norimberku a jeden z hlavních obžalovaných, generálplukovník Alfred Jodl, náčelník operačního štábu Wehrmachtu, se k ní znechuceně vyjádřil: "Sprostá arogantní esesácká svině! Jen ta představa, že psaní té vychloubačné zprávy na vražednou výpravu zabralo 75 stran, když běžná zpráva na klasickou bojovou akci vojáků proti dobře vyzbrojené armádě zabere jen pár stran."

### Působení v Řecku
V polské Varšavě byl Stroop nahrazen SS-Brigadeführerem Franzem Kutscherou a poté byl v polovině září roku 1943 převelen do řeckých Athén, kde byl jmenován vyšším šéfem SS a policie v Řecku.
Svoje převelení viděl jako šanci získat slávu a tak ignoroval byrokratické okolnosti ve spěchu dostat se na výsluní. Jeho prvním činem po příjezdu do Athén se stal telefonát řeckému předsedovi vlády Ioannisu Rallisovi a jeho ministrovi vnitra s tím, že se budou zodpovídat výhradně jemu a komunikovat s velitelem skupiny armád E generálplukovníkem Alexanderem Löhrem budou moct jen na Stroopovo povolení.
Poté udělal to, co jeho nástupce nazval "Krvežíznivým". Nechal vysílat v athénském rádiu dlouhé a zlé slovní výpady proti Židům. A navíc k tomu nařídil dne 3. října 1943 všem Židům aby se zaregistrovali do pěti dnů na místních úřadech pod pohrůžkou zastřelení. Když mnoho židů tuto registraci odmítlo tak německá strana prodloužila termín registrace do 17. října. Avšak z odhadovaných 8000 Židů se zaregistrovalo pouze 1200.
Dále v Řecku řídil deportace Židů do Polska, což narazilo na široký odpor řecké společnosti a jejích čelných představitelů, zejména pak hlavy řecké pravoslavné církve, arcibiskupa Damaskina. Světoznámým se stal jeho střet s Damaskinem, když rozzuřený arcibiskupovými protesty a obstrukcemi prohlásil, že ho nechá zastřelit, načež se mu dostalo sarkastického odseknutí: „Řečtí náboženští představitelé se nestřílejí, ale věší. Prosím, respektujte tuto naši tradici.“ Kupodivu arcibiskupa nenechal popravit, patrně ale nepostřehl skrytou urážku.
Po měsíci ve svém novém úřadě měl Stroop víc nepřátel než přátel. Neustále útočil na generálplukovníka Alexandera Löhra a jeho právo vést protipartyzánské operace. Dále otevřeně kritizoval způsob vedení řecké politiky německým ambasadorem Hermannem Neubacherem.
Avšak Neubacher ani vedoucí RSHA SS-Obergruppenführer Ernst Kaltenbrunner nechtěli, aby neohrabaný extrémista jako byl Stroop zacházel s Řeky, jako zacházel s Poláky. Proto Neubacher začal naznačovat svému starému příteli Kaltenbrunnerovi, že Stroop má nedostatek citu pro politiku.
To mělo za následek, že ani ne po měsíci jeho působení v Řecku mu přišel nevítaný rozkaz z Kaltenbrunnerova úřadu, že byl převelen zpět do Německa. Na jeho místo byl jmenován méně ambiciózní a méně prudký SS-Gruppenführer Walter Schimana.

## Konec války, zajetí a soudní proces

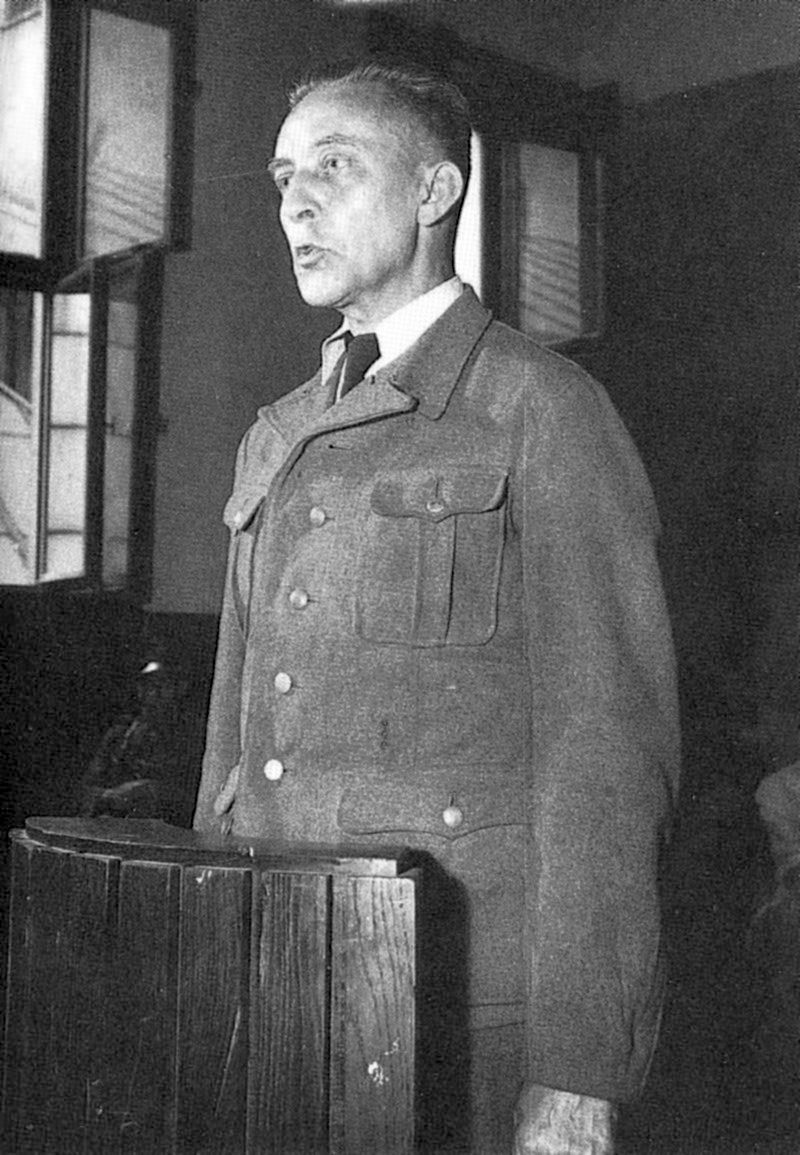
Jürgen Stroop jako vězeň před polským soudem v roce 1951

Po svém převelení z Řecka byl 9. listopadu roku 1943 jmenován vyšším šéfem SS a policie pro Rýnskou oblast a oblast Westmark se sídlem ve Wiesbadenu. Nahrazuje zde SS-Obergruppenführera Theodora Berkelmanna.
S blížícím se koncem války a americkými vojsky dostával strach a tak několikrát přestěhoval velitelství svého úřadu. Nejprve z Wiesbadenu do Schloss Kranzbergu a o tři dny později do Strebendorfu. Poté se ještě vrátil naposledy na bývalé velitelství ve Wiesbadenu, aby se osobně přesvědčil, že všechny kompromitující dokumenty jeho úřadu byly zničeny.
Počátkem dubna 1945 rozpustil svůj štáb a opustil Strebendorf. Společně s rodinou se vydal do Braunschweigu, kde se setkal ještě naposledy s SS-Obergruppenführerem Rudolfem Quernerem, velitelem SS a Policie v oblasti "Střed" a zanechal zde ženu Katharinu, syna Olafa a dceru Renate.
Počátkem května 1945 byl zajat americkou armádou ve městě Rottau v Bavorsku. Při zajetí byl oblečen do uniformy armádního důstojníka pěchoty a u sebe měl vyřazené doklady kapitána v záloze Wehrmachtu na jméno Josef Straub. Příběh o tom, že je někdo jiný, používal až do 2. července téhož roku.
Poté, co byla odhalena jeho pravá identita, byl postaven před americký válečný tribunál v Dachau, kde byl obviněn z poprav spojeneckých pilotů, kteří byli sestřeleni nad územím jeho působnosti. Dne 21. března 1947 byl odsouzen tribunálem k trestu smrti. Avšak rozsudek nebyl vykonán, protože byl vydán do Polska, kde byl opět souzen.
Po vydání do Polska byl opět shledán vinným ze spáchání válečných zločinů a odsouzen k smrti. Ve věznici Mokotów ve Varšavě, kde byl uvězněn a čekal na proces, byl umístěn na cele s SS-Untersturmführerem Gustavem Schielkem a s Kazimierzem Moczarskim, politickým vězněm a bývalým odbojářem, který byl uvězněn komunistickou tajnou policií. Po svém propuštění v roce 1956 napsal Moczarski knihu o čase, který strávil se Stroopem. Knihu nazval Rozmowy z katem (Rozmluvy s katem).
Podle Moczarského Stroop takto vzpomínal na destrukci varšavské synagogy: "Jaký nádherný pohled! Zvolal jsem Heil Hitler! a stiskl detonátor. Ohromná exploze vynesla plameny až k oblakům. Barvy byly neuvěřitelné. Nezapomenutelný jinotaj vítězství nad Židy."
Dne 8. září 1951 byl polskými orgány odsouzen k trestu smrti a 6. března 1952, přesně v 19:00 hodin, byl ve varšavské věznici Mokotow ve věku 56 let popraven oběšením.

## Ztvárnění v kultuře
V roce 1976 jej ztvárnil německý herec Joachim Hansen ve filmu Orel přistál. Jeho postava je v tomto filmu oslovována jako Herr Gruppenführer a ne skutečným jménem. Avšak v knize spisovatele Jacka Higginse, která byla předlohou pro natáčení filmu, je jeho jméno běžně používáno.
V roce 2001 byl ztvárněn ve filmu Povstání americkým hercem Jonem Voightem.
V roce 2006 v polském televizním filmu Rozmowy z katem (Rozmluvy s katem), založeném na vzpomínkách Kazimierza Moczarského, byla jeho postava ztvárněna hercem Piotrem Fronczewskim.

## Shrnutí vojenské kariéry

### Data povýšení
- Kriegsfreiwilliger - 18. srpen, 1914
- Gefreiter - 30. březen, 1915
- Unteroffizier - 4. září, 1915
- Vizefeldwebel - 1. červenec, 1918
- SS-Mann - 22. říjen, 1932
- SS-Scharführer - 22. říjen, 1932
- SS-Truppführer - 15. únor, 1933
- SS-Haupsturmführer - 8. březen, 1934
- SS-Sturmbannführer - 20. duben, 1935
- SS-Obersturmbannführer - 20. duben, 1936
- SS-Standartenführer - 12. září, 1937
- SS-Oberführer - 10. září, 1939
- Oberst der Polizei - 1. leden, 1942
- SS-Brigadeführer und Generalmajor der Polizei - 16. září, 1942
- SS-Gruppenführer und Generalleutnant der Polizei - 9. listopad, 1943
- Generalleutnant der Waffen-SS - 1. červenec, 1944

### Přehled vyznamenání
- Železný kříž I. třídy - 18. červen, 1943
- Pruský železný kříž II. třídy - 2. prosince, 1915
- Spona k pruskému železnému kříži II. třídy - září, 1941
- Knížecí lipský válečný záslužný kříž - 22. září, 1916
- Lipská vojenská medaile za zásluhy s meči - 14. leden, 1915
- Válečný záslužný kříž I. třídy s meči
- Válečný záslužný kříž II. třídy s meči
- Útočný odznak pěchoty v bronzu - září, 1941
- Odznak za zranění v černém - prosinec, 1914
- Tradiční župní odznak - listopad, 1942
- Služební vyznamenání SS II. třídy
- Služební vyznamenání NSDAP v bronzu
- Kříž cti
- Říšský sportovní odznak ve zlatě
- Německý jezdecký odznak ve stříbře
- Totenkopfring